# Les Cerqueux
Les Cerqueux ist eine französische Gemeinde mit 892 Einwohnern (Stand: 1. Januar 2022) im Département Maine-et-Loire in der Region Pays de la Loire. Sie gehört zum Arrondissement Cholet und ist Mitglied im Gemeindeverband Cholet Agglomération. Die Einwohner werden Cerquois und Cerquoises genannt.

## Geografie

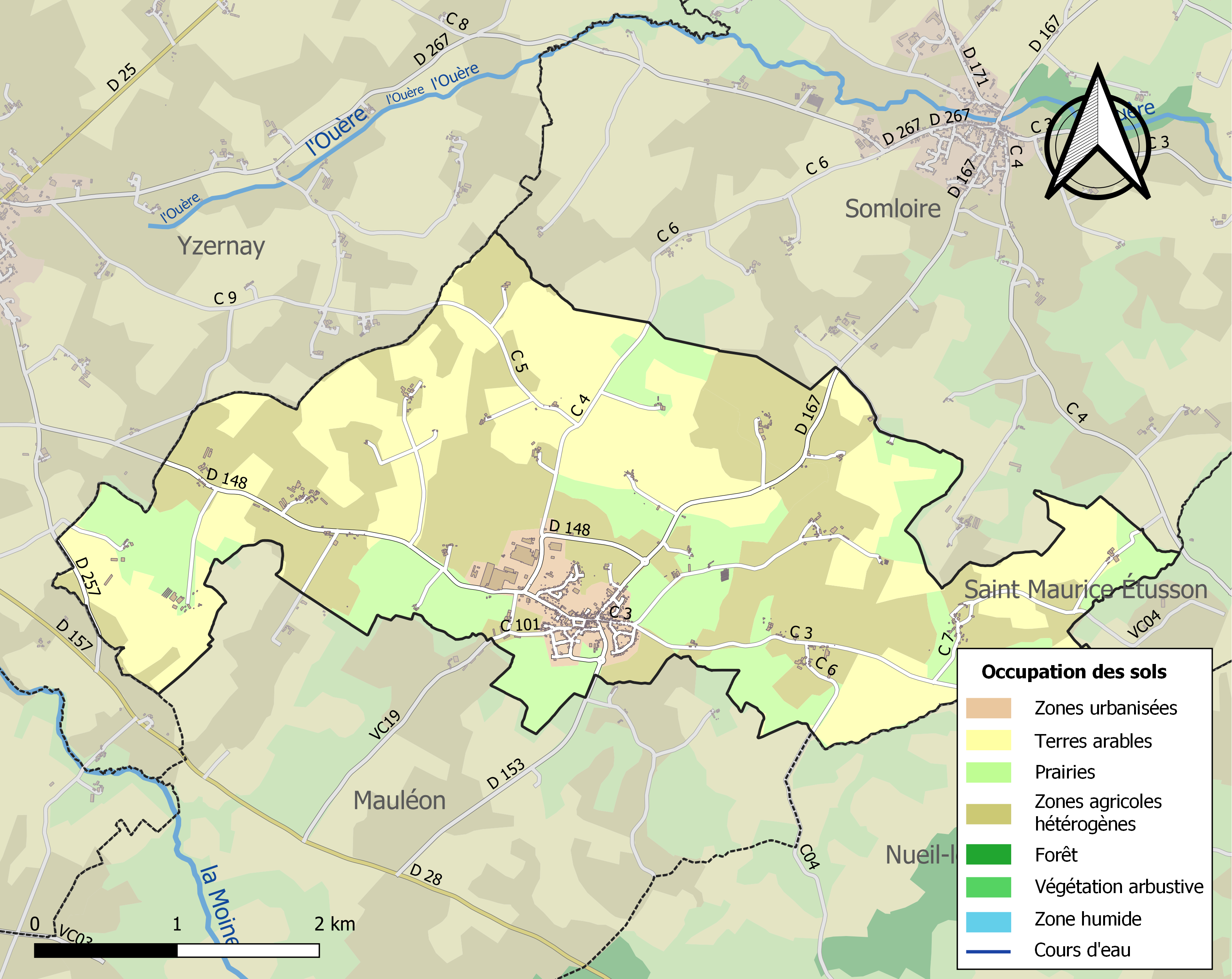
Bodennutzung, Hydrografie und Infrastruktur der Gemeinde (2018)

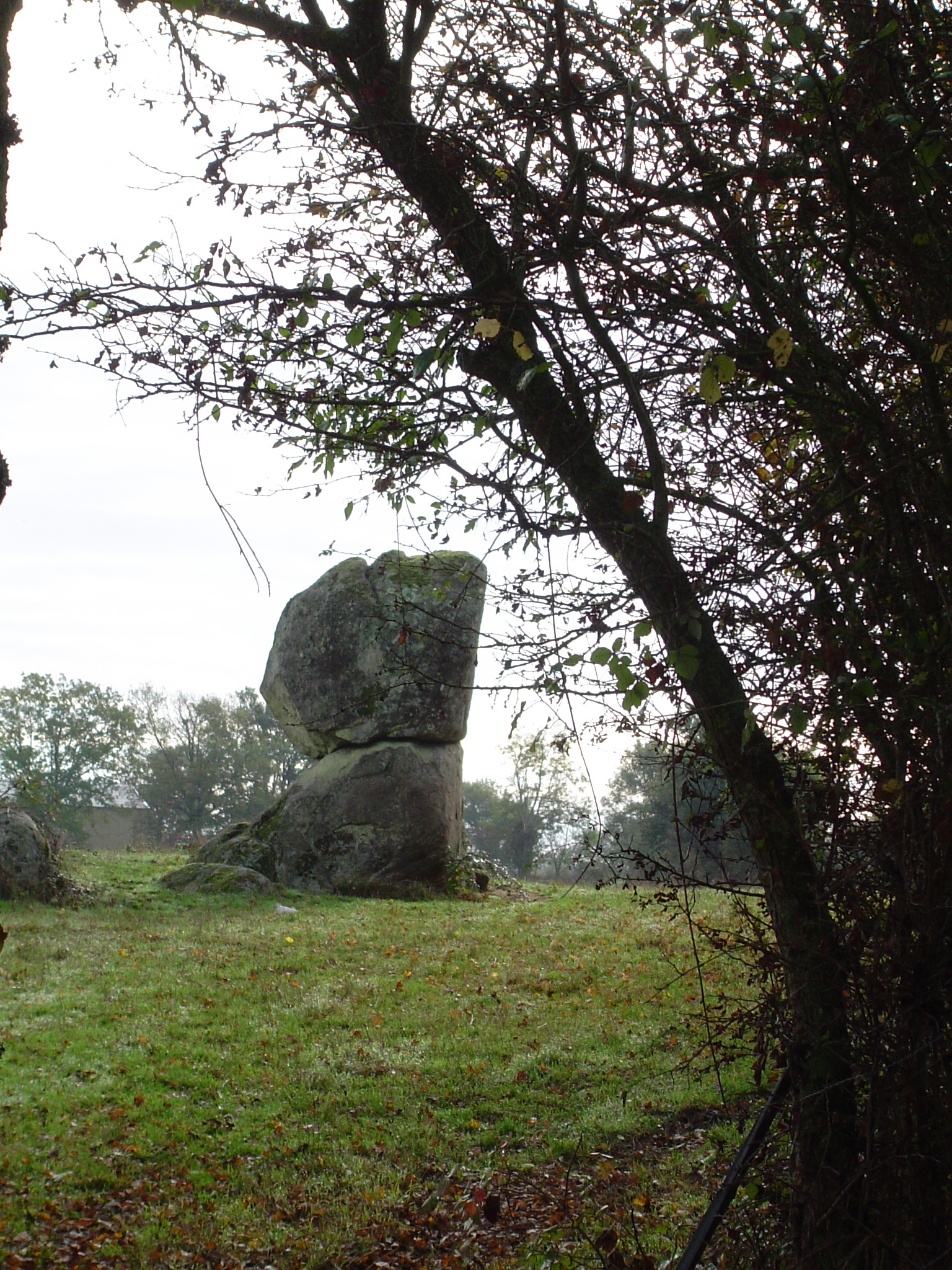
Aufgestapelte Steine in La Foucherie

Les Cerqueux liegt etwa 19 Kilometer ostsüdöstlich von Cholet und etwa 53 Kilometer südsüdwestlich von Angers in der Région naturelle Mauges und im Südwesten der historischen Provinz Anjou. Die Gemeinde erstreckt sich am südlichen Rand des Départements an der Grenze zum benachbarten Département Deux-Sèvres. Sie befindet sich im Einzugsgebiet der Loire. Der Ruisseau de la Pommeraye entspringt im Süden der Gemeinde und begrenzt sie abschnittsweise in östlicher Richtung fließend. Im Übrigen durchqueren nur einige, zeitweise trockenfallende kleinere Bäche das Gemeindegebiet. Etwa 96 % der Fläche der Gemeinde werden landwirtschaftlich genutzt, der Anteil an bebauten Flächen beträgt etwa 4 %.
Umgeben wird Les Cerqueux von den Nachbargemeinden Yzernay im Norden und Westen, Somloire im Norden und Nordosten, Saint Maurice Étusson (Département Deux-Sèvres) mit Étusson im Osten, Nueil-les-Aubiers (Département Deux-Sèvres) im Osten sowie Mauléon (Département Deux-Sèvres) im Süden.

## Namensherkunft
Die Gemeinde verdankt ihren Namen dem Vorhandensein jungsteinzeitlicher Steine auf ihrem Gebiet. Tatsächlich wurden im 19. Jahrhundert an dem Weiler La Foucherie östlich des Zentrums ein Cromlech gefunden. Diese Steinkreise sind zahlreich, daher vielleicht der Name Cerqueux. Der Cromlech besteht aus sieben aufrecht stehenden Steinen.
Auf dem Hauptstein befindet sich eine etwa armlange und 10 cm tiefe Rinne, die die Oberseite dieses Granitblocks in zwei ungleiche Teile teilt. Die Seite trägt außerdem zwei Abdrücke, eine birnenförmige Schale und ein Fußabdruck, der für den Fuß eines Menschen ausgehöhlt wurde. Es wird angenommen, dass diese Mulde entweder dazu gedacht war, das Blut von Opfertieren (oder Menschen) zu fassen oder aber Regenwasser aufzufangen, das als heilig galt, da es direkt vom Himmel auf den heiligen Stein fiel.
Auf diesem Feld befanden sich weitere Granitblöcke, die zur Pflasterung der Straßen und auch für den Bau der Eisenbahn nach Maulévrier verwendet wurden. Diese Steine behinderten die Pflüger bei ihrer Arbeit. Es gab weitere Cromlechs in den Weilern Petite Troche, Gannerie und Grande Troche. Alles deutet darauf hin, dass diese Cromlechs jeweils einen bestimmten Zweck hatten, dass sie Versammlungsorte für die umliegende Bevölkerung waren und dass jeder Stamm seinen eigenen hatte.
Das Wort Cerqueux wäre daher ein altes gallorömisches Wort, abgeleitet vom lateinischen Wort circus (Kreis) und gleichbedeutend mit cromlech (Steinkreis). Der Name blieb später in der Gegend erhalten, um die Nemedes (heilige Rückzugsorte der Druiden) zu bezeichnen, die inmitten von Eichenwäldern liegen und aus Steinmauern bestehen. Dies steht entgegen der allgemein verbreiteten Meinung, dass Cerqueux vom lateinischen sarcofagi, den Cerqueux oder Särgen, abstammt, was in den Urkunden zweifellos aufgrund der zahlreichen antiken Bestattungen zu finden ist.
Im Jahr 1990 beantragte der Gemeinderat eine Namensänderung der Gemeinde. Der Wunsch der Gemeinde besteht darin, den bestehenden Zusatz „de-Maulevrier“ zu entfernen, um die Gefahr einer Verwechslung mit der Gemeinde Maulévrier zu begrenzen. Nach sechsjähriger Verfahrensdauer erschien am 10. August 1996 das Dekret zur Genehmigung dieser Änderung im Amtsblatt.

## Geschichte
Die Gemeinde unterstand der Abtei Saint-Jouin-de-Marnes. Sie existierte im 7. Jahrhundert und zweifellos schon davor. Der weltliche Seigneur war zunächst der Graf von Maulévrier, dann der von La Séverie. Das Land bildete eine Kastellanei mit einer befestigten Burg, die Mitte des 14. Jahrhunderts zerstört und dann an La Séverie übertragen wurde. Es gehörte bis 1474 der gleichnamigen Familie und ging in diesem Jahr durch die Heirat von Jeanne mit Jean du Puy du Fou an die Familie Puy du Fou über. Im Jahr 1637 heiratete Françoise du Puy du Fou Hilaire de Laval und die Herren von Laval besaßen die Herrschaft für einige Zeit. Ende des 17. Jahrhunderts gehörte das Land Séverie der Familie de la Haie Montbault, im 18. Jahrhundert ging es an die Familie Jameron über. Der Seigneur übte einige feudale Rechte aus (Lieder, Tänze und Küsse auf die neuen Bräute nach dem Hochamt der Gemeinde). Der Burggraben und einige Überreste des Schlosses Daillon, das zu einem einfachen Bauernhof geworden war, sind nördlich des Zentrums von Les Cerqueuxam Weg, der nach Somloire führt, erhalten.

## Bevölkerungsentwicklung
| Les Cerqueux: Einwohnerzahlen von 1793 bis 2020                                                                            | Les Cerqueux: Einwohnerzahlen von 1793 bis 2020 | Les Cerqueux: Einwohnerzahlen von 1793 bis 2020 | Les Cerqueux: Einwohnerzahlen von 1793 bis 2020 | Les Cerqueux: Einwohnerzahlen von 1793 bis 2020 |
| --- | ----------------------------------------------- | ----------------------------------------------- | ----------------------------------------------- | ----------------------------------------------- |
| Jahr |                                                 |                                                 |                                                 | Einwohner                                       |
| 1793 | 1793                                            |                                                 | 553                                             | 553                                             |
| 1800 | 1800                                            |                                                 | 433                                             | 433                                             |
| 1806 | 1806                                            |                                                 | 450                                             | 450                                             |
| 1821 | 1821                                            |                                                 | 484                                             | 484                                             |
| 1831 | 1831                                            |                                                 | 500                                             | 500                                             |
| 1836 | 1836                                            |                                                 | 500                                             | 500                                             |
| 1841 | 1841                                            |                                                 | 561                                             | 561                                             |
| 1846 | 1846                                            |                                                 | 618                                             | 618                                             |
| 1851 | 1851                                            |                                                 | 586                                             | 586                                             |
| 1856 | 1856                                            |                                                 | 649                                             | 649                                             |
| 1861 | 1861                                            |                                                 | 653                                             | 653                                             |
| 1866 | 1866                                            |                                                 | 712                                             | 712                                             |
| 1872 | 1872                                            |                                                 | 672                                             | 672                                             |
| 1876 | 1876                                            |                                                 | 662                                             | 662                                             |
| 1881 | 1881                                            |                                                 | 657                                             | 657                                             |
| 1886 | 1886                                            |                                                 | 629                                             | 629                                             |
| 1891 | 1891                                            |                                                 | 646                                             | 646                                             |
| 1896 | 1896                                            |                                                 | 631                                             | 631                                             |
| 1901 | 1901                                            |                                                 | 632                                             | 632                                             |
| 1906 | 1906                                            |                                                 | 638                                             | 638                                             |
| 1911 | 1911                                            |                                                 | 608                                             | 608                                             |
| 1921 | 1921                                            |                                                 | 570                                             | 570                                             |
| 1926 | 1926                                            |                                                 | 560                                             | 560                                             |
| 1931 | 1931                                            |                                                 | 638                                             | 638                                             |
| 1936 | 1936                                            |                                                 | 630                                             | 630                                             |
| 1946 | 1946                                            |                                                 | 617                                             | 617                                             |
| 1954 | 1954                                            |                                                 | 604                                             | 604                                             |
| 1962 | 1962                                            |                                                 | 582                                             | 582                                             |
| 1968 | 1968                                            |                                                 | 569                                             | 569                                             |
| 1975 | 1975                                            |                                                 | 540                                             | 540                                             |
| 1982 | 1982                                            |                                                 | 548                                             | 548                                             |
| 1990 | 1990                                            |                                                 | 632                                             | 632                                             |
| 1999 | 1999                                            |                                                 | 641                                             | 641                                             |
| 2006 | 2006                                            |                                                 | 770                                             | 770                                             |
| 2013 | 2013                                            |                                                 | 889                                             | 889                                             |
| 2020 | 2020                                            |                                                 | 883                                             | 883                                             |
| Quelle(n): EHESS/Cassini bis 1999, INSEE ab 2006 Anmerkung(en): Ab 1962 offizielle Zahlen ohne Einwohner mit Zweitwohnsitz |                                                 |                                                 |                                                 |                                                 |

## Sehenswürdigkeiten
- Sieben, in der Jungsteinzeit aufgerichtete Steine
- Pfarrkirche La Décollation-de-Saint-Jean-Baptiste aus dem 19. Jahrhundert
- Kapelle Notre-Dame im Weiler La Grande-Troche aus dem 19. Jahrhundert
- Kapelle Notre-Dame im Weiler La Chapelle aus dem 19. Jahrhundert
- Oratorium Notre-Dame du Sacré-Coeur im Weiler La Bardonnière, errichtet 1844
- Mehrere Wegekreuze
- Schloss Daillon aus dem 16. und 17. Jahrhundert
- Wohnsitz, genannt „Le Vieux-Logis“, vermutlich aus dem 16. Jahrhundert
- Reste der früheren Wasserburg La Sévrie
- Heutiges Bürgermeisteramt (Mairie)
- Zahlreiche Bürgerhäuser aus dem 17. und 18. Jahrhundert

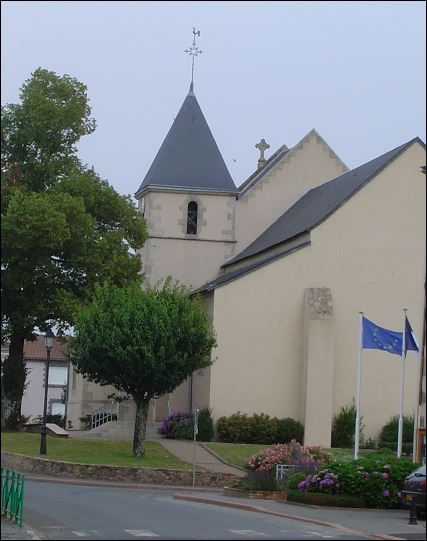
Pfarrkirche La Décollation-de-Saint-Jean-Baptiste
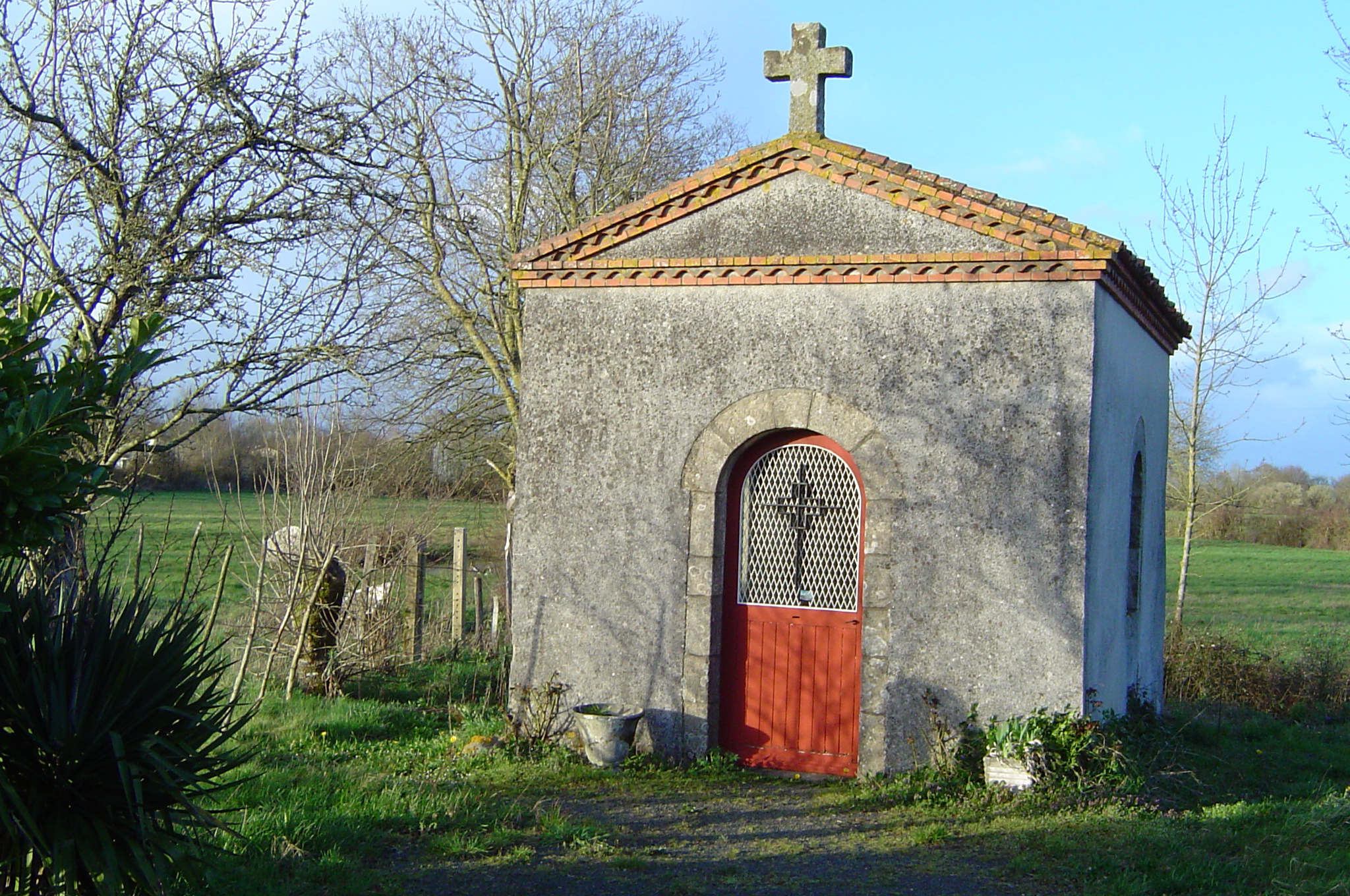
Kapelle Notre-Dame im Weiler La Grande-Troche
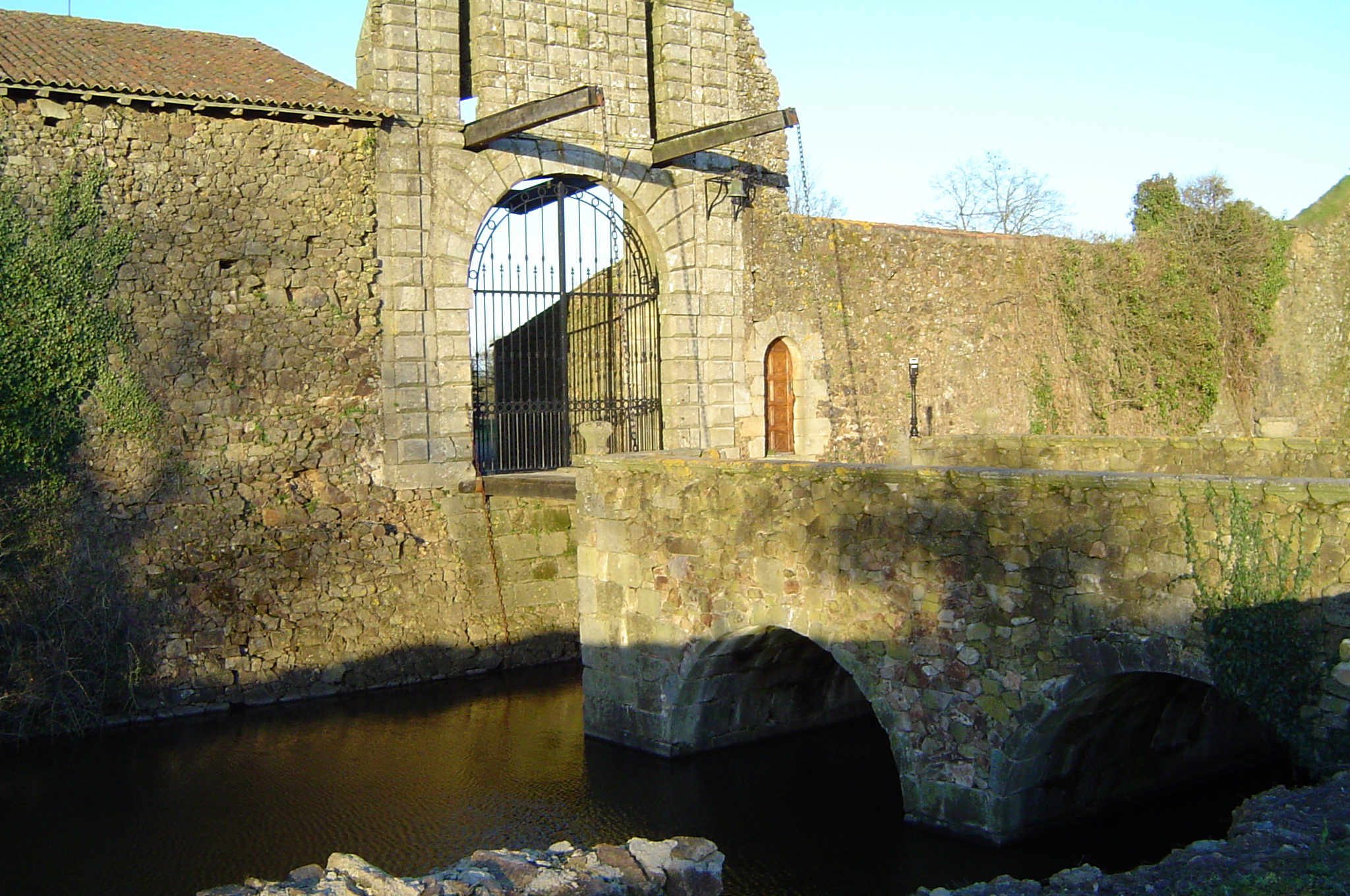
Reste der Wasserburg La Sévrie

## Verkehr
Les Cerqueux liegt abseits größerer Verkehrsachsen. Die nachgeordneten Departementsstraßen D 148 und D 167 und lokale Landstraßen verbinden das Zentrum der Gemeinde mit den Weilern und Nachbargemeinden. Eine Buslinie der Transportgesellschaft Choletbus des Gemeindeverbands verbindet die Gemeinde mit Cholet über Maulévrier und mit Somloire.

## Gemeindepartnerschaft
Mit der portugiesischen Gemeinde São João de Lourosa besteht eine Partnerschaft.

## Persönlichkeiten
- Dominique Blanchet (* 1966), Bischof von Créteil